# Amniculicola parva
Amniculicola parva är en svampart som beskrevs av Ying Zhang, J. Fourn., Crous & K.D. Hyde 2009. Amniculicola parva ingår i släktet Amniculicola och familjen Amniculicolaceae.   Inga underarter finns listade i Catalogue of Life.